# Ash Flat
Ash Flat – miasto w Stanach Zjednoczonych, w stanie Arkansas, w hrabstwie Fulton.